# Aeropuerto Internacional de Taskent
El Aeropuerto Internacional de Taskent (en uzbeko: Toshkent Xalqaro Aeroporti, en ruso: Международный Аэропорт Ташкента; Código IATA: TAS;  Código OACI: UTTT) es el principal aeropuerto internacional de Uzbekistán. Está situado a 12 kilómetros del centro de Taskent.
Este aeropuerto OACI de Categoría II es el principal hub de Uzbekistan Airways. Tras la reconstrucción de la terminal principal en el año 2001 su capacidad se vio aumentada hasta los 1000 pasajeros por hora. Por este aeropuerto pasan más de dos millones de pasajeros al año.
El aeropuerto dispone de terminales para vuelos internacionales y domésticos situados en edificios separados. Entre otras instalaciones se encuentran: salas de espera, salas VIP, restaurantes y bares, oficinas de cambio de moneda, tiendas libres de impuestos, etc.

## Destinos

### Vuelos nacionales
| Aerolínea          | Destinos                                                                                                |
| ------------------ | --- |
| Air Samarkand      | Samarkand                                                                                               |
| Centrum Air        | Bukhara, Namangan, Samarkand, Urgench                                                                   |
| Qanot Sharq        | Bukhara, Fergana, Namangan, Qarshi, Samarkand, Urgench                                                  |
| Silk Avia          | Bukhara, Fergana, Kokand, Namangan, Navoi, Nukus, Qarshi, Samarkand, Shahrisabz, Termez, Urgench, Zomin |
| Uzbekistan Airways | Andijan, Bukhara, Fergana, Namangan, Navoi, Nukus, Qarshi, Samarkand, Termez, Urgench, Zomin            |

### Vuelos internacionales
| Ciudades por país  | Nombre del aeropuerto                                  | Aerolíneas                                                  | Aeronaves    | Frecuencias semanales |
| Norteamérica       | Norteamérica                                           | Norteamérica                                                | Norteamérica | Norteamérica          |
| ------------------ | ------------------------------------------------------ | ----------------------------------------------------------- | ------------ | --------------------- |
| Estados Unidos     |                                                        |                                                             |              |                       |
| Nueva York         | Aeropuerto Internacional John F. Kennedy               | Uzbekistan Airways                                          |              |                       |
| África             |                                                        |                                                             |              |                       |
| Egipto             |                                                        |                                                             |              |                       |
| Sharm el-Sheij     | Aeropuerto Internacional de Sharm el-Sheij             | Air Cairo Uzbekistan Airways                                | A32x         |                       |
| Asia               |                                                        |                                                             |              |                       |
| Arabia Saudita     |                                                        |                                                             |              |                       |
| Yida               | Aeropuerto Internacional Rey Abdulaziz                 | Flynas Uzbekistan Airways Centrum Air Qanot Sharq Flyadeal  | A32x         |                       |
| Riad               | Aeropuerto Internacional Rey Khalid                    | Flynas                                                      | A32x         |                       |
| Azerbaiyán         |                                                        |                                                             |              |                       |
| Bakú               | Aeropuerto Internacional Heydar Aliyev                 | Azerbaijan Airlines Uzbekistan Airways Centrum Air          |              |                       |
| Catar              |                                                        |                                                             |              |                       |
| Doha               | Aeropuerto Internacional Hamad                         | Qatar Airways Centrum Air                                   |              |                       |
| China              |                                                        |                                                             |              |                       |
| Pekín              | Aeropuerto Internacional de Pekín-Daxing               | China Southern Airlines Uzbekistan Airways                  |              |                       |
| Urumchi            | Aeropuerto Internacional de Urumchi-Diwopu             | China Southern Airlines Uzbekistan Airways                  |              |                       |
| Xianyang           | Aeropuerto Internacional de Xi'an-Xianyang             | Zhejiang Loong Airlines                                     | A32x         |                       |
| Corea del Sur      |                                                        |                                                             |              |                       |
| Seúl               | Aeropuerto Internacional de Incheon                    | Asiana Airlines Korean Air Uzbekistan Airways Qanot Sharq   |              |                       |
| EAU                |                                                        |                                                             |              |                       |
| Abu Dabi           | Aeropuerto Internacional de Abu Dabi                   | Air Arabia Air Samarkand                                    | A32x         |                       |
| Dubái              | Aeropuerto Internacional de Dubái                      | Flydubai Uzbekistan Airways Centrum Air                     | B737         |                       |
| Sharjah            | Aeropuerto Internacional de Sharjah                    | Air Arabia                                                  | A32x         |                       |
| Georgia            |                                                        |                                                             |              |                       |
| Tiflis             | Aeropuerto Internacional de Tiflis                     | Uzbekistan Airways Centrum Air                              |              |                       |
| Indonesia          |                                                        |                                                             |              |                       |
| Yakarta            | Aeropuerto Internacional Soekarno-Hatta                | Uzbekistan Airways                                          |              |                       |
| India              |                                                        |                                                             |              |                       |
| Amritsar           | Aeropuerto Internacional Sri Guru Ram Dass Jee         | Uzbekistan Airways                                          |              |                       |
| Bombay             | Aeropuerto Internacional Chhatrapati Shivaji           | Uzbekistan Airways                                          |              |                       |
| Nueva Delhi        | Aeropuerto Internacional Indira Gandhi                 | Uzbekistan Airways                                          |              |                       |
| Israel             |                                                        |                                                             |              |                       |
| Tel Aviv           | Aeropuerto Internacional Ben Gurión                    | Uzbekistan Airways Centrum Air Qanot Sharq                  |              |                       |
| Japón              |                                                        |                                                             |              |                       |
| Tokio              | Aeropuerto Internacional de Narita                     | Uzbekistan Airways                                          |              |                       |
| Kazajistán         |                                                        |                                                             |              |                       |
| Almatý             | Aeropuerto Internacional de Almatý                     | Air Astana Uzbekistan Airways Centrum Air                   |              |                       |
| Astaná             | Aeropuerto Internacional Nursultán Nazarbáyev          | Air Astana Uzbekistan Airways FlyArystan                    |              |                       |
| Kirguistán         |                                                        |                                                             |              |                       |
| Biskek             | Aeropuerto Internacional de Manas                      | Uzbekistan Airways Centrum Air                              |              |                       |
| Tamchy             | Aeropuerto Internacional de Issyk-Kul                  | Centrum Air Silk Avia                                       |              |                       |
| Kuwait             |                                                        |                                                             |              |                       |
| Ciudad de Kuwait   | Aeropuerto Internacional de Kuwait                     | Jazeera Airways                                             | A32x         |                       |
| Malasia            |                                                        |                                                             |              |                       |
| Kuala Lumpur       | Aeropuerto Internacional de Kuala Lumpur               | Uzbekistan Airways Batik Air Malaysia                       |              |                       |
| Omán               |                                                        |                                                             |              |                       |
| Salalah            | Aeropuerto de Salalah                                  | Centrum Air                                                 |              |                       |
| Pakistán           |                                                        |                                                             |              |                       |
| Islamabad          | Aeropuerto Internacional de Islamabad                  | Uzbekistan Airways                                          |              |                       |
| Lahore             | Aeropuerto Internacional Allama Iqbal                  | Uzbekistan Airways                                          |              |                       |
| Tailandia          |                                                        |                                                             |              |                       |
| Bangkok            | Aeropuerto Internacional Suvarnabhumi                  | Uzbekistan Airways                                          |              |                       |
| Phuket             | Aeropuerto Internacional de Phuket                     | Uzbekistan Airways Qanot Sharq                              |              |                       |
| Tayikistán         |                                                        |                                                             |              |                       |
| Dusambé            | Aeropuerto Internacional de Dusambé                    | Somon Air Uzbekistan Airways                                | B737NG       |                       |
| Europa             |                                                        |                                                             |              |                       |
| Alemania           |                                                        |                                                             |              |                       |
| Fráncfort del Meno | Aeropuerto de Fráncfort del Meno                       | Uzbekistan Airways                                          |              |                       |
| Múnich             | Aeropuerto Internacional de Múnich-Franz Josef Strauss | Uzbekistan Airways                                          |              |                       |
| Bielorrusia        |                                                        |                                                             |              |                       |
| Minsk              | Aeropuerto Internacional de Minsk                      | Uzbekistan Airways                                          |              |                       |
| España             |                                                        |                                                             |              |                       |
| Madrid             | Aeropuerto Adolfo Suárez Madrid-Barajas                | World2fly Uzbekistan Airways                                | A3x0         |                       |
| Francia            |                                                        |                                                             |              |                       |
| París              | Aeropuerto de París-Charles de Gaulle                  | Uzbekistan Airways                                          | B787         |                       |
| Hungría            |                                                        |                                                             |              |                       |
| Budapest           | Aeropuerto de Budapest-Ferenc Liszt                    | Qanot Sharq                                                 |              |                       |
| Italia             |                                                        |                                                             |              |                       |
| Milán              | Aeropuerto de Milán-Malpensa                           | Uzbekistan Airways Qanot Sharq                              |              |                       |
| Roma               | Aeropuerto de Roma-Fiumicino                           | Uzbekistan Airways                                          |              |                       |
| Letonia            |                                                        |                                                             |              |                       |
| Riga               | Aeropuerto Internacional de Riga                       | Uzbekistan Airways                                          |              |                       |
| Polonia            |                                                        |                                                             |              |                       |
| Varsovia           | Aeropuerto Chopin de Varsovia                          | LOT Polish Airlines                                         |              |                       |
| Reino Unido        |                                                        |                                                             |              |                       |
| Londres            | Aeropuerto de Londres-Heathrow                         | Uzbekistan Airways                                          |              |                       |
| República Checa    |                                                        |                                                             |              |                       |
| Praga              | Aeropuerto de Praga                                    | Qanot Sharq Uzbekistan Airways                              |              |                       |
| Rusia              |                                                        |                                                             |              |                       |
| Irkutsk            | Aeropuerto Internacional de Irkutsk                    | Yakutia Airlines                                            |              |                       |
| Ekaterimburgo      | Aeropuerto de Ekaterimburgo-Koltsovo                   | Uzbekistan Airways                                          |              |                       |
| Kaliningrado       | Aeropuerto de Kaliningrado-Jrabrovo                    | Uzbekistan Airways                                          |              |                       |
| Kazán              | Aeropuerto Internacional de Kazán                      | Uzbekistan Airways Centrum Air                              |              |                       |
| Krasnodar          | Aeropuerto Internacional de Krasnodar                  | Ural Airlines Uzbekistan Airways                            |              |                       |
| Krasnoyarsk        | Aeropuerto Internacional de Krasnoyarsk                | Uzbekistan Airways                                          |              |                       |
| Mineralnye Vody    | Aeropuerto Mineralnye Vody                             | Uzbekistan Airways Centrum Air                              |              |                       |
| Moscú              | Aeropuerto Internacional de Moscú-Domodédovo           | S7 Airlines Qanot Sharq                                     |              |                       |
| Moscú              | Aeropuerto Internacional de Moscú-Sheremétievo         | Aeroflot Centrum Air                                        |              |                       |
| Moscú              | Aeropuerto de Moscú-Zhukovski                          | Ural Airlines                                               |              |                       |
| Moscú              | Aeropuerto Internacional de Moscú-Vnúkovo              | UTair Uzbekistan Airways                                    |              |                       |
| Novosibirsk        | Aeropuerto Internacional de Novosibirsk-Tolmachevo     | S7 Airlines Uzbekistan Airways                              |              |                       |
| Rostov del Don     | Aeropuerto Internacional de Platov                     | Uzbekistan Airways                                          |              |                       |
| San Petersburgo    | Aeropuerto Internacional Púlkovo                       | Aeroflot Uzbekistan Airways Qanot Sharq Centrum Air         |              |                       |
| Samara             | Aeropuerto Internacional de Samara-Kurúmoch            | Uzbekistan Airways                                          |              |                       |
| Sochi              | Aeropuerto Internacional de Sochi                      | Uzbekistan Airways                                          |              |                       |
| Tiumén             | Aeropuerto Internacional de Tiumén-Roschino            | Uzbekistan Airways                                          |              |                       |
| Ufá                | Aeropuerto Internacional de Ufá                        | Uzbekistan Airways                                          |              |                       |
| Vladivostok        | Aeropuerto Internacional de Vladivostok                | Uzbekistan Airways Centrum Air                              |              |                       |
| Vorónezh           | Aeropuerto de Vorónezh-Chertovitskoye                  | Uzbekistan Airways                                          |              |                       |
| Turquía            |                                                        |                                                             |              |                       |
| Ankara             | Aeropuerto Internacional Esenboğa                      | AJet Uzbekistan Airways                                     |              |                       |
| Estambul           | Aeropuerto Internacional de Estambul                   | Turkish Airlines Uzbekistan Airways Qanot Sharq Centrum Air |              |                       |
| Trebisonda         | Aeropuerto de Trebisonda                               | Centrum Air                                                 |              |                       |
| Ucrania            |                                                        |                                                             |              |                       |
| Kiev               | Aeropuerto Internacional de Boryspil                   | SkyUp Airlines Uzbekistan Airways                           | B737         |                       |